# 失行
失行（しっこう、apraxia）とはLiepmannが「運動可能であるにもかかわらず合目的な運動ができない状態」と定義した高次機能障害のひとつである。除外診断によって診断される場合が多く、指示された運動を間違って行うか、渡された物品を誤って用いる患者のうち、その他の障害が除外された場合に失行と診断される。その他の障害の具体例としては麻痺や失調など他の運動障害、了解障害や失認、課題の意図の理解度や意欲といったものがある。これらの障害を合併し、失行も合併するということも考えられる。

## 高次機能障害と脳の側性化
例外も多いが高次機能で左右半球の局在が知られているものをあげる。特に左ききの場合は非典型的なことが多い。優位半球中大脳動脈領域の皮質症状は言語に関連するものが中心である。失語、失書、失読などの言語関連の症状の他、失行のうち、肢節運動失行、観念運動失行、観念性失行、口部顔面失行などが優位半球の症状となる。劣位半球の皮質症状は認知障害が主体となる、半側空間無視、身体失認、病態失認、地誌的失見当などの認知障害のほか、失行のうち構成失行、着衣失行が右半球の症状となる。
| 分類       | 高次機能障害   | 左半球        | 右半球                |
| ---------- | -------------- | ------------- | --------------------- |
| 言語       | 失語、失読     | ◎             |                       |
|            | 失書           | ◎             | ○（過書、空間性失書） |
| 計算       | 失算           | ◎             | ○（空間性失計算）     |
| 記憶       | 言語性記憶障害 | ◎             |                       |
|            | 視覚性記憶障害 |               | ○                     |
| 行為       | 観念運動失行   | ◎             |                       |
|            | 観念失行       | ◎             |                       |
|            | 口部顔面失行   | ◎             |                       |
|            | 構成障害       |               | ◎                     |
|            | 着衣失行       |               | ◎                     |
|            | 運動維持困難   |               | ◎                     |
| 方向性注意 | 半側空間無視   | ○（右無視）   | ◎（左無視）           |
| 視空間認知 | 構成障害       | ◎             |                       |
|            | 視覚失認       | ○（両側病変） | ○（両側病変）         |
|            | 相貌失認       |               | ○（両側病変が多い）   |

## 失行の検査
標準的な検査法としてはWAB失語症検査の行為の下位検査や標準高次動作性検査などがあけられる。これらは神経心理学の経験が十分な験者が行うことで客観性を保っている。簡便な方法としては以下のような診察が行われることがある。
簡単な運動や動作
軍隊式の敬礼を行う、手指を順次屈曲させる、眼を閉じる、口を開く、口笛を吹く、起立する、歩行するといったことを行う。またじゃんけんのチョキや影絵の狐のまねをする。足で空中に円や三角をかいてみる。また鉛筆で紙に図形を書かせたり、模写をさせることもある。
物品なしに物品を使うまね
かなづちを使うまね、ドアをノックするまねをさせてみる。
物品を用いる簡単な動作
鍵や鉄鎚を実際に使わせてみる。衣類を着てみたり、マッチ棒で図形を描いてみる。
運動の複合
マッチでロウソクに火をつける。ポットと急須を使い湯呑茶を注ぐ。

### 失行患者の示す誤り
神経心理学的な検査の場合は点数による評価が可能であるが、簡便な方法の場合はどのような誤りを示せば失行と評価するかといった問題がある。以下に代表的な失行をもつ方の誤りの例を示す。
形をなさない無意味な運動
指を拡げる、腕を振り回す、手探りで探しまわるといった無意味な運動が誘発される。
運動が大まかになったり下手になったりする
これは軽度の麻痺や感覚障害、巧緻運動障害との区別が難しい。
ある意味のある行動の代わりに他の意味のある運動を行う
敬礼の代わりにバイバイを行ったり、鍵を歯ブラシのように使う。
一連の運動のうちその部分行為を間違えたり、省略したり、物品との関係を間違える
マッチを点火せずにろうそくにこすりつける。ロウソクをマッチ箱にこすりつけるなど。
前の運動の保続、保続の構成要素が新しく現れた運動と融合することもある。
運動が中断したり、途方にくれる。

## 代表的な失行の種類
古典的にはLiepmannが肢節運動性失行、観念運動性失行、観念性失行という3つに分類したことから始まる。2010年現在、構成失行や着衣失行なども含まれている。

### 肢節運動失行
中心回の損傷の後、対側の上肢に現れる運動の稚拙症である。運動麻痺と区別がつかないため失行に含まれないこともある。Liepmannは中心回に運動のエングラフが保存されていると考え、中心回の損傷により、運動の記憶が障害され、運動の稚拙症が生じると考えている。硬貨をつまめない、ボタンを掛けられないといった症状である。

### 観念運動失行
左半球の広範な障害でおこる。Liepmannによると「物品を使用しない単純な運動や、一つの物品を対象とする運動が言語命令、模倣、物品使用のいずれでも障害されるもので、自動運動は可能であるが意図的な運動はできない状態」と定義している。具体的には敬礼や鉄鎚を使うまね（パントマイム）といった簡単な動作ができない。観念運動失行の定義は研究者の間でも一定していない。

### 口腔顔面失行
観念運動失行が口腔顔面領域に起こった場合のことである。口笛をふく、舌打ちをするといった動作ができなくなる。球麻痺などが鑑別にあがる。

### 観念失行
左半球または両側頭頂葉後方領域に責任病巣があると考えられている。アルツハイマー病でも同様の症状を示すことがある。Liepmannによると「個々の運動はできるが、複雑な一連の運動連鎖が必要な行為が障害される」と定義している。要素行為は正しいが順序、対象を誤るといった場合が典型的である。紙をおって封筒にいれるといった系列行為の障害である。鑑別としては意味記憶障害や多感覚様式性失認があげられる。物品の名前や用途を説明できるが使用ができないのが特徴である。

### 着衣失行
右半球頭頂葉の障害で起こることが多い。衣服の各部位と自己自身の空間関係の把握障害と考えられている。半側空間無視、空間無視によるものは含めない。

### 構成失行
頭頂葉の障害でおこると考えられており、左右で障害のパターンが異なるという説もある。操作の空間的形態が障害される行為障害と考えられている。かつては視覚性失行と言われていた。具体的には客体を用いた描画、平面的図形構成、立方体構成がうまくできない。誤りのパターンとしては歪み、線の増加、省略、保続、錯乱、大きさの変化、空間図形の平面化、逆転、回転などさまざまである。影絵の狐など指パターンの模倣もできないことが構成失行ではよく認められる。積み木を組み合わせて形をつくることができないといった症状も有名である。

### 拮抗性失行
一方の手が他方の手の動きを妨げるように動くことである。右手でズボンを履こうとすると左手がそれをおろしてしまうといった失行である。責任病巣は十分にわかっていないが脳梁体部に病変があることが多い。

### 脳梁性失行
脳梁前半部の障害で非優位側のみに随意運動の命令が伝わらなかった状態をいう。右手の命令動作はできるが左手の命令動作ができなくなる。

## 失行と責任病巣
ここでは代表的な失行の症状と責任病巣に関してまとめる。優位半球を左として説明する。肢節運動失行では半球優位性が認められないことに注意が必要である。
| 症状               | 内容                                   | 責任病巣                             |
| ------------------ | -------------------------------------- | ------------------------------------ |
| 観念失行           | 物品を使用することができない           | 左頭頂後頭葉                         |
| 観念運動失行       | 目的に沿った行為ができない             | 左頭頂葉                             |
| 肢節運動失行       | 手先を使うことができない               | 左右中心溝周辺                       |
| 着衣失行           | 服を着ることができない                 | 右頭頂葉                             |
| 構成失行           | 形を作ることができない                 | 右頭頂葉                             |
| 視覚性運動失調     | 見たものをつかむことができない         | 頭頂葉、脳梁                         |
| 左手の観念運動失行 | 左手を使うことができない               | 脳梁幹後部                           |
| 拮抗性失行         | 左右両手を協調させて使うことができない | 脳梁膝部から脳梁幹前部、前頭葉内側面 |